# Ján Tánczos
Ján Tánczos (20 novembre 1955) è un allenatore di sci nordico ed ex saltatore con gli sci slovacco. Durante la sua carriera agonistica gareggiò per la nazionale cecoslovacca.

## Biografia

### Carriera sciistica
Debuttò in campo internazionale in occasione della tappa del Torneo dei quattro trampolini di Oberstdorf del 30 dicembre 1976 (30°). In Coppa del Mondo esordì il 30 dicembre 1979 a Oberstdorf (51°) e ottenne l'unico podio il 2 marzo 1980 a Vikersund (3°).

### Carriera da allenatore
Dopo il ritiro divenne allenatore dei saltatori della nazionale cecoslovacca, che condusse alla conquista della medaglia di bronzo ai XVI Giochi olimpici invernali di Albertville 1992. Nel 2002 assunse la guida della squadra di salto ceca.

## Palmarès
- Miglior piazzamento in classifica generale: 46º nel 1980
- 1 podio (individuale):
  - 1 terzo posto